# Iglesia de Nuestra Señora de la Salceda
La Iglesia de Nuestra Señora de la Salceda es un templo católico español que se encuentra ubicado en la población de Las Torres de Cotillas, perteneciente a Murcia. Es de estilo barroco.

## Historia
Se inició su construcción a finales del siglo XVIII y fue ampliado a mediados y finales del siglo XIX, concluyendo su ampliación en el año 1902. Es por tanto un edificio datado del siglo XVIII pero con diversas ampliaciones y reformas efectuadas en estos más de 200 años. 
Desde la ampliación del templo en el siglo XIX, se han realizado diferentes reformas. Así durante la Guerra Civil la inmensa mayoría de las imágenes fueron destruidas, incluida la imagen de la patrona, y se derribó la parte superior del campanario. Tras la Guerra se procedió a la rehabilitación de todo el edificio. Finalmente, en el año 2005, se emprendió un proyecto de reforma y restauración de todo el edificio.

## Arquitectura
En la parte interna de la parroquia podemos distinguir 3 naves, una principal más rectangular y amplia, colindando con un espacio a cada lado donde se guardan los diversos altares. La parte exterior fue reformada pero se mantuvo el tejado a dos aguas, aunque, tras la reciente rehabilitación, la configuración de los elementos de ornamento de portadas y campanario han cambiado.
La ornamentación interior del templo es muy sobria, podemos apreciar sin embargo, en una capilla lateral del presbiterio, la correspondiente a lado de la epístola, una ligera ornamentación de molduras y escudetes entre las nervaduras de la crucería. En su interior son dignas de visita la capilla de Nuestro Padre Jesús o la de los D´Estoup, donde aún se conservan unos escudetes de fines del siglo XIX, el camarín de la virgen de la Salceda, la girola que circunda y el campanario, así como la propia imagen de la patrona, Nuestra Señora de la Salceda, realizada en 1941 por el gran escultor murciano Juan González Moreno. Además, en la última reforma del templo interior hay diversos motivos vegetales en la techumbre de todo el edificio.

## Ubicación
La puerta principal esta enfocada a la avenida principal de Las Torres de Cotillas, cerca de otro monumento representativo como es el ayuntamiento de la localidad.